# Asineops squamifrons
Asineops squamifrons è un pesce osseo estinto, di incerta collocazione sistematica. Visse nell'Eocene medio (circa 48 milioni di anni fa) e i suoi resti fossili sono stati ritrovati in Nordamerica.

## Descrizione
Questo pesce poteva superare di poco i 30 centimetri di lunghezza. L'aspetto del corpo era relativamente slanciato, ma la parte anteriore del corpo si allargava in una grande testa. Questa era fornita di un'enorme bocca, che tuttavia possedeva minuscoli denti; l'apertura boccale era estremamente ampia, mentre le ossa del muso erano insolitamente robuste. Era presente una pinna dorsale lunga e bassa, sostenuta da numerose spine robuste. La pinna caudale aveva un margine arrotondato.
Tra le caratteristiche diagnostiche di Asineops si ricordano un lungo processo ascendente della premascella, sei branchiostegali, una pinna caudale dotata di 14 raggi principali (12 dei quali suddivisi), scaglie cicloidi, una spina neurale pienamente sviluppata sul secondo preurale, due epurali, due spine anali, due supraneurali, un preopercolare non seghettato, ipurali inferiori non fusi.

## Classificazione
Asineops squamifrons venne descritto per la prima volta nel 1870 da Edward Drinker Cope, sulla base di resti fossili rinvenuti nella famosa formazione Green River in Wyoming. Lo stesso Cope descrisse altre specie, ma solo una di queste (A. pauciradiatus) venne considerata distinta dalla specie tipo; uno studio di Rosen e Patterson (1969) ha tuttavia determinato che anche questa specie era di fatto identica ad A. squamifrons e tutti i fossili rappresentavano probabilmente differenti stadi di crescita (gli esemplari attribuiti ad A. pauciradiatus erano più grandi di quelli attribuiti ad A. squamifrons).
Asineops è un pesce osseo appartenente agli acantomorfi, ma non è chiaro l'ordine di appartenenza di questa forma. Alcuni lo classificarono tra i percopsiformi, ma revisioni più recenti non trovano alcuna stretta parentela per Asineops. Sembrerebbe un membro basale degli acantomorfi, ma alcune caratteristiche ricordano l'enigmatico perciforme Nardoichthys, del Cretaceo superiore dell'Italia.

## Paleobiologia
Asineops viveva in un sistema di tre grandi laghi che ricoprivano parte del Wyoming e dello Utah all'inizio dell'Eocene. Non è chiara la dieta di questo pesce, ed è possibile che si nutrisse di minuscoli organismi come lo zooplancton. 